# Orotettix hortensis
Orotettix hortensis är en insektsart som beskrevs av Ronderos och Frédéric Carbonell 1994. Orotettix hortensis ingår i släktet Orotettix och familjen gräshoppor. Inga underarter finns listade i Catalogue of Life.